# زیردریایی کلاس تایفون
زیردریایی کلاس تایفون (به انگلیسی: Typhoon-class submarine) یک کلاس از زیردریایی شوروی است که طول آن ۱۷۵ متر (۵۷۴ فوت ۲ اینچ) می‌باشد.
این زیردریایی پرتاب کننده موشک بالستیک اتمی آر۳۹ بود که در زیر آبهای یخزده منجمد دریای شمال خدمت میکرد. زیردریایی کلاس تایفون بزرگترین زیردریایی ساخته شده جهان است. باشکوه و نماد شوروی سابق بود. بعد از پیمان سالت۲ بین آمریکا و شوروی در کاهش زرادخانه اتمی یکدیگر و مشکل دار شدن موشک آر۳۹ و هزینه سنگین اورهال تعمیر این زیردریاییها، همه نسخه ها از رده خارج یا اوراق شدند.